# Rue de Lota
La rue de Lota est une voie du 16e arrondissement de Paris, en France se trouvant au sein du quartier résidentiel de très haut standing dit « quartier de la Porte-Dauphine ». Elle est caractérisée par la présence de nombreux hôtels particuliers.

## Situation et accès
La rue de Lota commence au 131, rue de Longchamp et finit au 11, rue Benjamin-Godard et rue Mony.
Elle est longue de 130 mètres et large de 12.
Le quartier est desservi par la ligne de métro 9 à la station Rue de la Pompe et par la ligne C du RER à la gare de l'avenue Foch.

## Origine du nom
Le nom de la rue fait référence à la ville minière de Lota au Chili.

## Historique
La rue a été créée sous sa dénomination actuelle en 1894. C'était à l'origine une voie privée finissant en impasse.

## Bâtiments remarquables et lieux de mémoire
- No 2, à l'angle avec le no 137 rue de Longchamp : 
  - hôtel particulier de styles néogothique et néo-Renaissance construit par les architectes Paul Dureau et Émile Orième en 1894[3] pour un membre de la famille Cousiño ;
  - au début du XXe siècle, le propriétaire de l'hôtel particulier était un membre de la famille chilienne Cousiño, laquelle possédait un groupe minier à Lota[4].
- No 3 : hôtel particulier de style néoclassique. À noter : la marquise couvrant l'entrée. Actuellement : services consulaires des Émirats arabes unis[3].
- No 4 : maison Delmas, de style éclectique, construite par l'architecte François Delmas en 1894. À noter : le pignon à pas de moineau[3].
- No 5 : l'écrivain Paul Celan y a habité entre juillet 1952 et juillet 1955 dans un deux-pièces appartenant à la famille de sa femme, la dessinatrice Gisèle de Lestrange[5].
- No 6 : hôtel particulier construit par l'architecte Charles Breffendilhe[3]. Actuellement : studio Harcourt[6].
- No 8 : immeuble de l'architecte Richard Bouwens van der Boijen, fils de William Bouwens van der Boijen, primé au Concours de façades de la ville de Paris de 1901[7] pour sa façade composite faite de pierre et de brique, dont certaines à émaillés de couleur turquoise ou blanc, agrémentée de fenêtres en plein cintre au premier étage et d'une galerie à colonnade au troisième[8],[9]. L’architecte, qui y avait son domicile, y est mort le 31 août 1939[10]. Actuellement occupé par l'Institut supérieur de gestion.

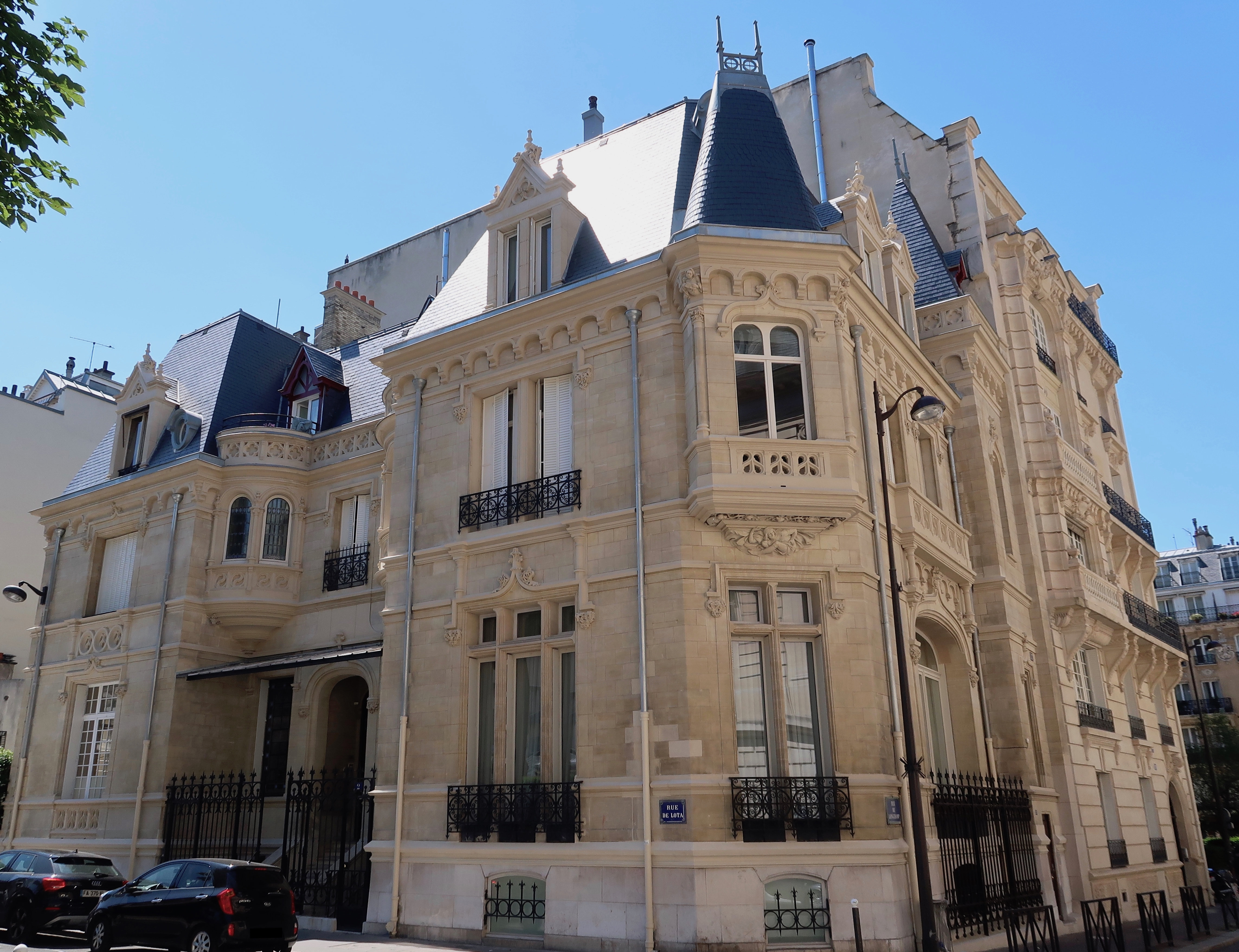
No 2.
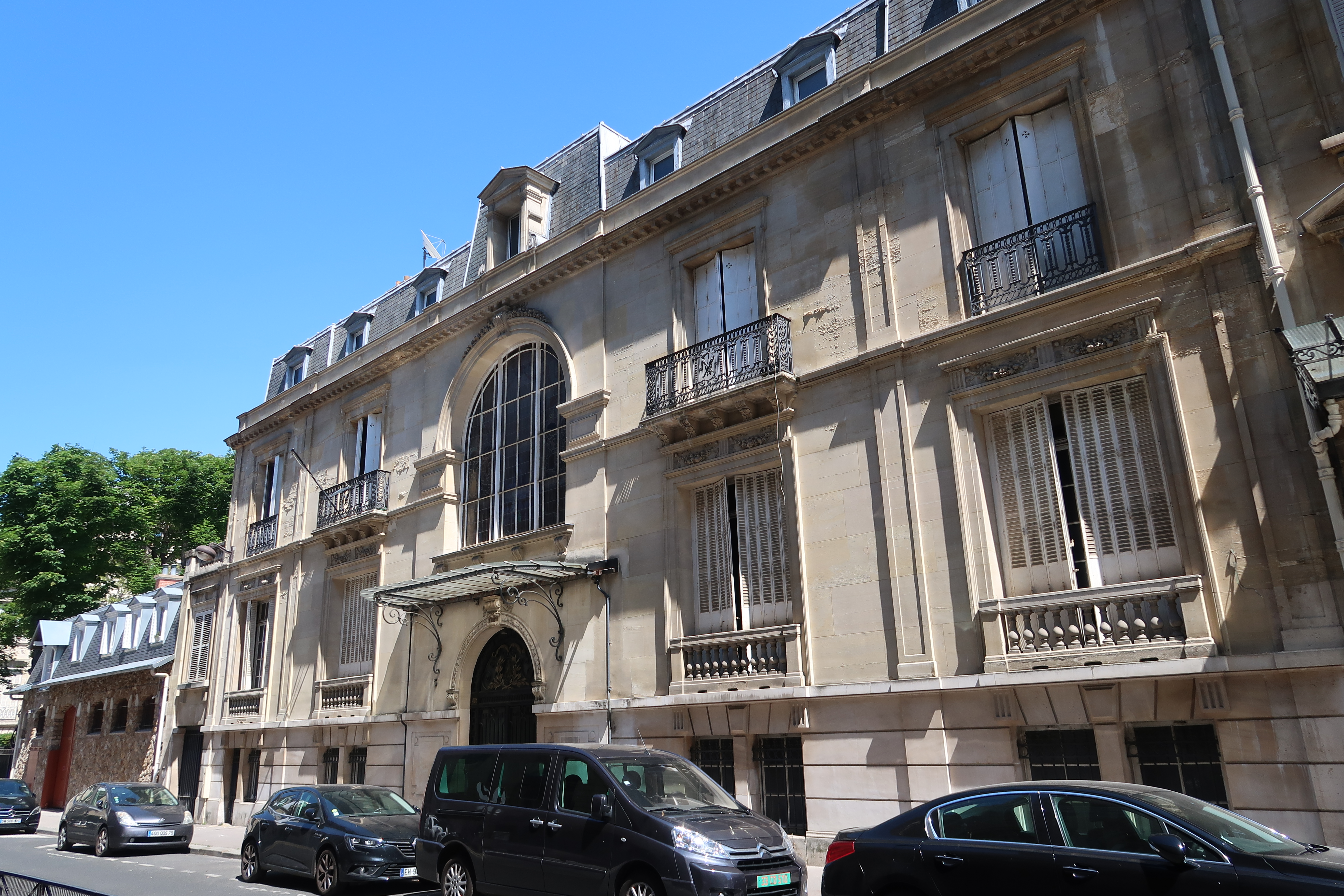
No 3 : immeuble fin XIXe siècle.
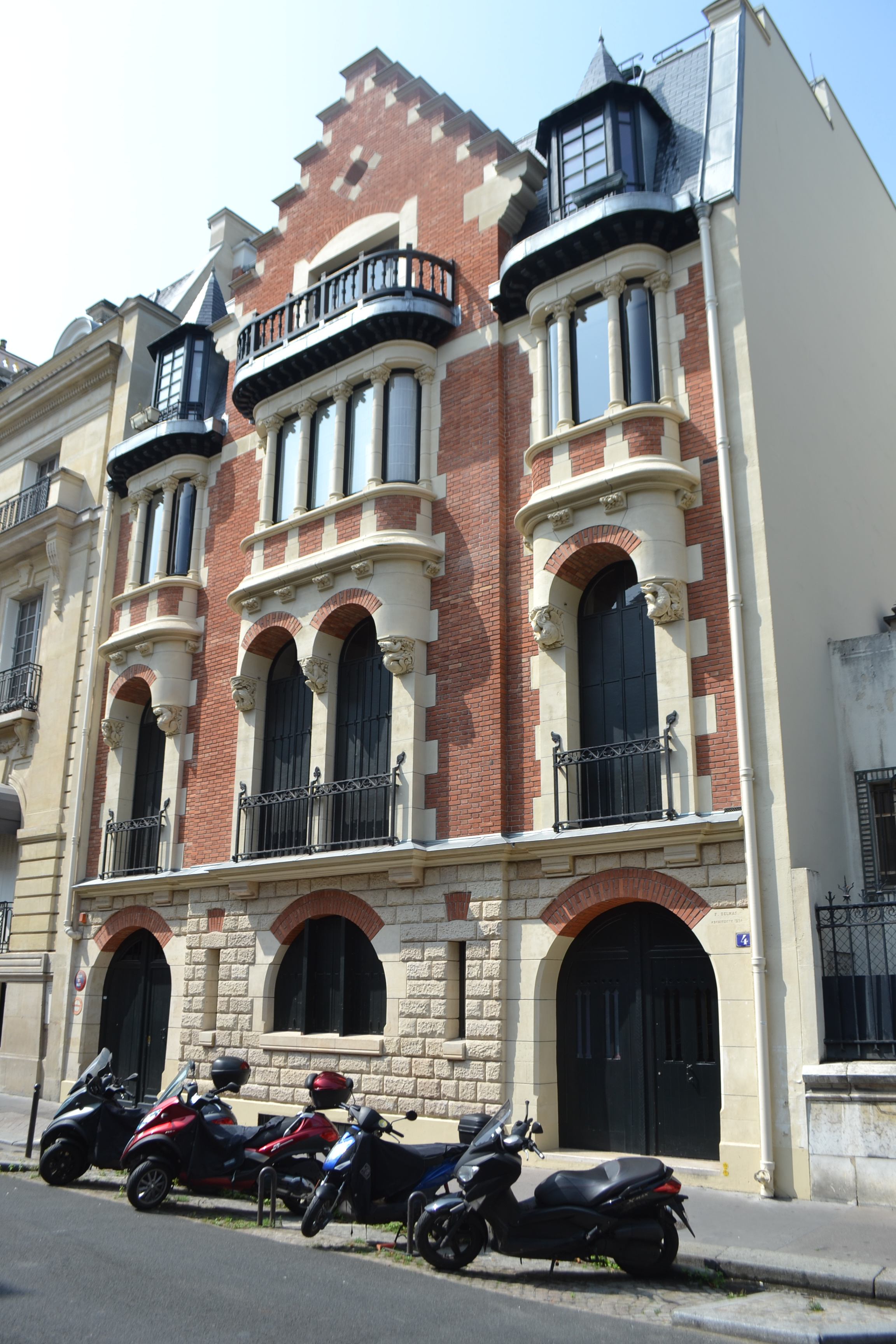
No 4 : immeuble de 1894.
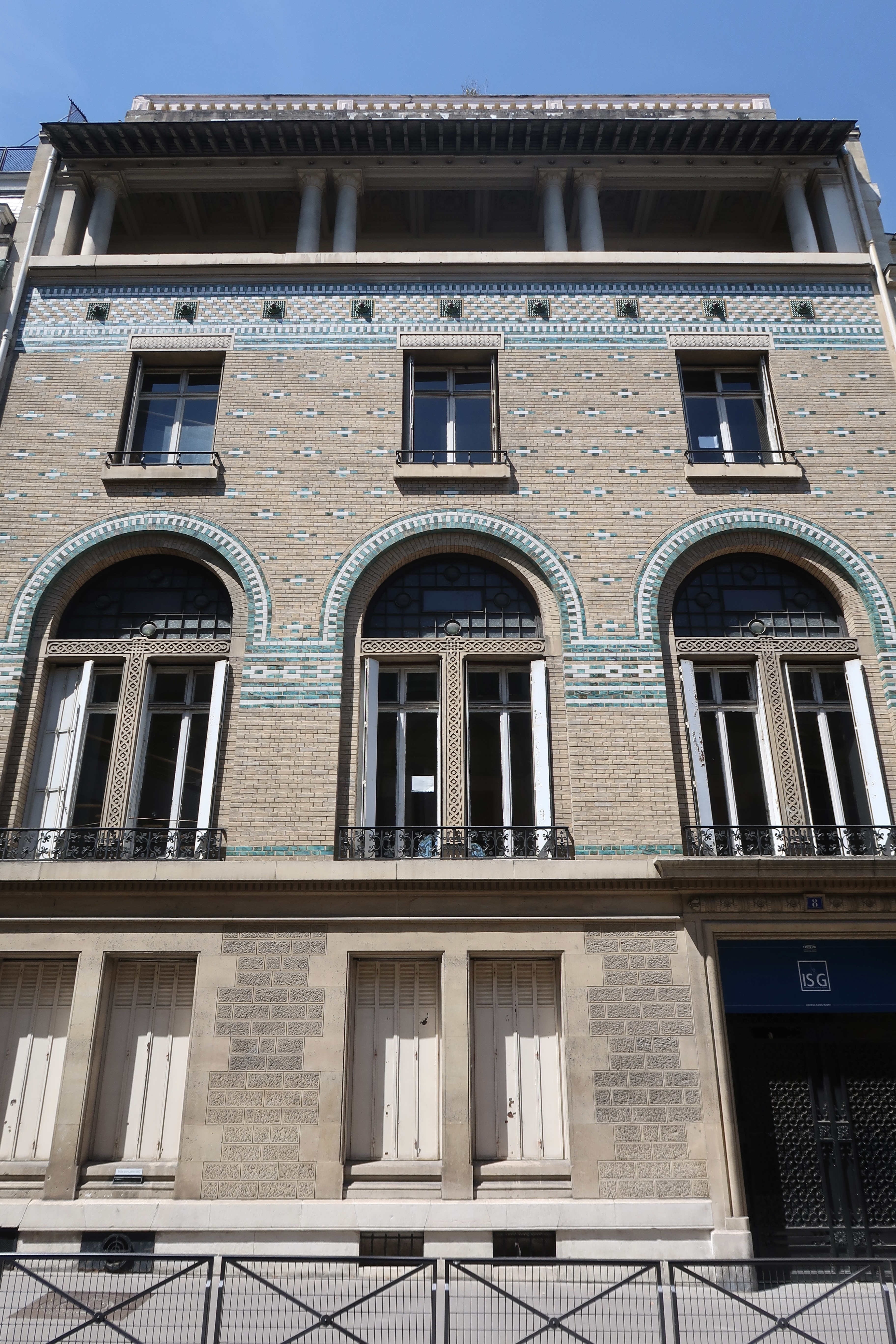
No 8 : immeuble de 1900.